# When I Paint My Masterpiece
When I Paint My Masterpiece – piosenka skomponowana przez Boba Dylana, nagrana przez niego w marcu 1971 r. i wydana na albumie Bob Dylan’s Greatest Hits Vol. II w listopadzie 1971 r.

## Historia i charakter utworu
Piosenka ta została nagrana na 11 sesji do albumu New Morning w Blue Rock Studios w Nowym Jorku pomiędzy 16 a 18 marca 1971 r. Oprócz niej nagrał Dylan wtedy jeszcze: „Watching the River Flow” i prawdopodobnie „Spanish Harlem”, „That Lucky Ol’ Sun”, „Alabama Bloud”, „Blood Red River” oraz „Rock of Ages” (wszystkie te wersje poza „Watching the River Flow” zostały odrzutami). Producentem sesji był Leon Russell.
Obie wydane piosenki z tej sesji poświadczają kreatywny kryzys Dylana i równocześnie są przykładem próby odzyskania jego twórczej weny. Narrator – gdziekolwiek się on znajduje (w Rzymie, gdzie czuje 2000 lat historii, czy w Brukseli) – daje sobie sprawę, że nie może także uciec od cienia swojej osobistej historii.
Niektórzy badacze twórczości Dylana łączą tę piosenkę z pewnymi elementami Tender Is the Night Francisa Scotta Fitzgeralda, tak jak i Dylan pochodzącego z Minnesoty. Piosenka ta właściwie idealnie pasuje do stylu utworów nagranych w suterenie w Woodstock w 1967 r.
Dylan po raz pierwszy wykonał tę piosenkę publicznie na noworocznym koncercie z The Band w Nowojorskiej Akademii Muzycznej w 1971 r. Powrócił do niej podczas obu części Rolling Thunder Revue w 1975 i 1976 r. Jego film Renaldo & Clara rozpoczyna się właśnie koncertowym wykonaniem z tej tury koncertowej w 1975 r. Później sporadycznie wykonywał ten utwór podczas Nigdy niekończącego się tournée. W 2002 r. powrócił do aranżacji z albumu.

## Muzycy
sesja jedenasta
- Bob Dylan – pianino, gitara, harmonijka, wokal
- Leon Russell – pianino, gitara basowa
- Joey Cooper – gitara
- Don Preston – gitara
- Carl Radle – gitara basowa
- Chuck Blackwell – perkusja

## Dyskografia
- Bob Dylan i różni artyści – The 30th Anniversary Concert Celebration (1993)

## Wykonania piosenki przez innych artystów
- The Band – Cahoots (1971); Anthology (1978); Across the Great Divide (1994)
- John Betmead – A Vision of Heaven (1977)
- Barbara Dickson – Don’t Think Twice, It’s Alright (1992)
- Dead Ringers – Dead Ringers (1993)
- Tim O’Brien and The O’Boys – Oh Boy! O’Boy (1993)
- Emmylou Harris – Portraits (1996)
- Grateful Dead – Dazin’ at the Knick (1996); Postcards at the Hanging: Grateful Dead Perform the Songs of Bob Dylan (2002)
- Dave Swarbrick with Fairport Convention – SwarbAid (2000)
- Ballyhoo na albumie różnych wykonawców Duluth Does Dylan (2001)
- Julian Dawson na albumie różnych wykonawców May Your Song Always Be Sung: The Songs of Bob Dylan, Volume 3 (2003)